# 博義八世
波尼法爵八世（拉丁語：Bonifatius PP. VIII；约1235年—1303年10月11日）本名本笃·卡埃塔尼（Benedetto Caetani），1294年12月24日当选教宗，翌年1月23日即位至1303年10月11日为止。宗座出缺时期的牧徽（见教宗牧徽）是他创立的。博义八世出身於卡埃塔尼家族，一个由男爵发家而且与教宗有联系的家族，1294年接任退位的雷定五世。1302年，博义八世发表教宗诏书《独一至圣》。因法国国王腓力四世对法国境内的天主教会征税，波尼法爵八世与腓力四世发生冲突，曾被俘虏3天，後来波尼法爵八世被释放後不久就过世了。

## 生涯
博義八世生于意大利中部的阿纳尼。1281年任红衣主教。在刚开始工作时，博尼法斯担任外交职务。当选教皇后，跟历任教皇相比，博義八世不仅想掌握神权，更想掌握对世俗的权力。他经常参与外交事务，包括在法国、西西里岛、意大利和第一次苏格兰独立战争。这些参与以及他对“世俗”事务的长期干预导致他与德国阿尔贝一世、法国腓力四世和但丁·阿利吉耶爆发过多次冲突，但丁认为博尼法斯很快就会去他的作品《神曲》中的第八层地狱，即西蒙尼派所在的地狱。 

博義八世将教会法系统化，将教会法收集到新书《Liber Sextus》 （1298年）中，该书至今仍是教会律师的重要资料来源。他规定第一个天主教“禧年”在罗马举行。1296年，发布教俗敕谕，规定教士非经教皇同意不得向世俗君主纳税，遭到英、法两国国王的反击。法国国王腓力四世试图加强法国作为民族国家的特性，他开始向神职人员征税并且罢免他们的民事豁免权。1301年，博義八世谴责腓力四世侵犯教权，宣布对他除以绝罚。1302年，腓力四世召开会议，宣布教皇无权干涉法国内政。博義八世颁布《独一至圣敕谕》，宣称世俗王权必须服从教皇神权。腓力四世则主张召开普世会议（公会议）审判教皇。博義八世准备宣布革除法国国王教籍时，腓力四世国王于1303年9月7日派出军队袭击博義八世。在位于阿纳尼的住所捕获博義八世。博義八世被关押了三天后被释放，有说法其间博義八世被殴打，但此说法无证据，释放一个月后去世。

在他死后，国王菲利普四世向亞維農教廷的克勉五世施压，要求对博義八世进行死后审判。他被指控犯有异端邪说和鸡奸罪，但没有对他做出任何判决。
此后教廷迁至法国南部阿维农达七十年之久，教皇权势日渐衰微。

### 家庭
教皇博尼法斯八世出生于阿纳尼 (Anagni) ，位于罗马东南50公里处。他是罗弗雷多·卡埃塔尼（Roffredo Caetani，1274—1275 年）的小儿子，罗弗雷多·卡埃塔尼是教皇国卡埃塔尼或盖塔尼·德尔阿奎拉男爵家族的成员。 
因为他的母亲艾米莉亚·帕特拉索·迪·瓜尔西诺（Emilia Patrasso di Guarcino）是教皇亚历山大四世（Rinaldo dei Conti di Segni——教皇格列高利九世的侄子）的侄女，他离教会权力和教皇的宝座并不遥远。他的叔叔阿特诺尔福是奥维多波德的执政官。 

## 譯名列表
- 八世：香港天主教教區檔案　歷任教宗作。
- 八世：天主教香港教區禮儀委員會：禧年專頁 （页面存档备份，存于）、廣播電台作。
- 卜尼法斯八世：《大英簡明百科知識庫》2005年版[永久]、中國大百科智慧藏[永久]、《世界人名翻譯大辭典》1993年版作卜尼法斯。
- 朋尼非斯八世：國立編譯??[永久]作朋尼非斯。